# Gunnar Valkare
Gunnar Valkare (Norrköping, 25 april 1943 — 9 november 2019) was een Zweeds componist, muziekpedagoog, muziek antropoloog, etnomusicoloog, musicoloog, dirigent, pianist en organist.

## Levensloop
Valkare groeide op in zijn geboortestad en trad vanaf 1960 soms met het Norrköpings Symfoniorkester als solopianist op. Hij studeerde van 1963 tot 1969 orgel en piano aan de Kungliga Musikhögskolan (Koninklijk Conservatorium) van Stockholm en vervolgens compositie bij Ingvar Lidholm en orkestdirectie bij Siegfried Naumann.
Zijn debuut als componist was in 1966 en hij was tot 1969-'70 succesvol met werken als Kardiogram I-IV voor strijkorkest, Ordure dans l'air après la passion voor strijkorkest en Kanske en pastoral om det får tina upp voor strijkorkest, piano en slagwerk. Daarna kreeg hij een sterke scepsis tegenover het gevestigde muziekleven in Zweden, Scandinavië en Europa. Hij had ruzie met de Koninklijke Opera in Stockholm en andere instellingen. Als gevolg daarvan leefde hij geruime tijd in Afrika, vanaf 1969 in Oeganda en vanaf 1975 in Tanzania. Hij wisselde ook van de traditionele activiteiten als musicus en componist naar de folkmuziek en studeerde buiten-Europese, meestal Afrikaanse muzikale tradities. 
In de jaren 70 en vroege jaren 80 concentreerde hij zich op alternatieve muziekpedagogische werkzaamheden met vrije muzikale creativiteit gebaseerd op meestal zelfgemaakte instrumenten, die op de Afrikaanse cultuur waren georiënteerd. Ook als componist werkte hij hoofdzakelijk voor publieksvriendelijke vrije muziek en danstheatergroepen. Eveneens was hij werkzaam als muziekpedagoog, dirigent en componist, van 1973 tot 1974 in Gislaved in Småland en van 1976 tot 1977 in Kalmar in Småland. 
Na deze periode met immer bredere etnologisch-muzikale en antropologische studie, die bij hem het effect had zijn visie te verruimen en zijn uiterst kritische houding tegenover de hedendaagse Europese kunst muziek te weken, keerde hij terug naar de traditionele en hedendaagse wijze van componeren (Pianosonata – avskild, lysten, Flight of the Mechanical Heart, voor fluit, marimba en strijkkwartet). In 1989 won hij de eerste prijs in het compositieconcours voor orkestmuziek van de Skandinaviska musikmässan (Scandinavische Muziekbeurs) in Göteborg. Zijn 1e symfonie werd in de herfst van 1993 door het Sveriges Radios symfoniorkester (Zweeds Radiosymfonieorkest) uitgevoerd. Ook als dirigent was hij bezig. Sinds 1990 was hij dirigent van het Mälaröarnas kammarkör (Kamerkoor van de Mälareilanden) (1990-1994), het Mälaröarnas Musiksällskap (Muziekvereniging van de Mälareilanden) (1991-1997) en het Lidingö symfoniorkester (Symfonieorkest van Lidingö). In 1997 promoveerde hij aan de Universiteit van Göteborg met een dissertatie getiteld Det audiografiska fältet. Om musikens förhållande till skriften och den unge Bo Nilssons strategier (Het audiografisch veld: of de relatie tussen muziek schrijven en strategieën van de jonge Bo Nilsson). Hij was docent aan de Kungliga Musikhögskolan te Stockholm.

## Composities

### Werken voor orkest
- 1967 Kardiogram I-IV, voor strijkorkest
- 1969 Ordure dans l'air après la passion, voor strijkorkest
- 1970 Kanske en pastoral om det får tina upp, voor strijkorkest, piano en slagwerk
- 1987 Sinfonia, voor orkest
- 1987 Det ringer i mitt öra, voor variabel strijkersensemble en slagwerk
- 1988 Kinéma, voor orkest
- 1989 Symfonie no. 1, voor orkest
- 1990 Finale, voor orkest
- 1990 Second Flight of the Mechanical Heart, voor kamerorkest
- 1991 Två Intermedier, voor kamerorkest
- 1991 Ringing, voor variabel strijkorkest en marimba
- 1992 Play next, voor orkest
- 1996 Viaggio, concert voor accordeon en strijkorkest
- 1998 Stockholm City Serenad, symfonische muziek
- 1998 Son Selam, voor klein orkest
- 1998 Mazeka, voor klein orkest
- 1998 Réflexion – Hommage à Bo Nilsson, voor kamerorkest
- 1999 Bhairava, voor klein orkest
- 1999 Symfonie no. 3

### Werken voor harmonieorkest
- 1988 Blopärk

### Muziektheater
- 1987 Tam och kam, een dramatiserend Vietnamese saga voor twee acteurs en blazerskwintet
- 1987 En förskräcklig historia, muziekdrama naar Kleine Claus en grote Claus van Hans Christian Andersen voor twee acteurs en koperkwintet
- 1988 Örnen och ugglan ("De arend en de uil"), Indiaanse saga voor vier solisten (sopraan, alt, tenor en bas) en contrabas
- 1991 Stjärnornas musik, een astronomisch minimusical voor renaissance-ensemble (iedere instrumentalist speelt verschillende instrumenten) – tekst: Cajsa S. Lund
- 1992 Cyrano de Bergerac, voor renaissance-ensemble
- 1992 Concerto d'Incontro, voor kindergroepen en strijkorkest

### Werken voor koor
- 1991 Världen som bild, voor kamerkoor en hobo

### Vocale muziek
- 1993 Två Sånger, voor alt en piano – tekst: Ylva Eggehorn (uit: Lydia i lampans sken)
- 1993 d:o, voor sopraan en piano

### Kamermuziek
- 1987 Muziki III, improvisatiemuziek voor ensemble
- 1987 Flight of the Mechanical Heart, versie 2 voor fluit, marimba en strijkkwartet
- 1989 Funeral Music, voor blokfluitkwartet
- 1990 Kristofferfantasi, voor fluit, cello en piano vierhandig
- 1990 Invigningsmusik till Spelhörningen, voor 5 instrumentalisten
- 1994 Refrains, voor fluit, hobo, klarinet, altviool, gitaar en contrabas
- 1994 Lamento di Tristano, naar een middeleeuwse melodie voor vier blokfluiten
- 1995 Fuga, naar een thema van Jorge Alcaide, voor fluit, hobo en fagot
- 1995 Changing Phases, voor blokfluitkwartet
- 2001 Taang, voor accordeon en strijkkwartet
- 2002 eX, voor accordeon en strijkkwartet
- Corso, voor cello en piano

### Werken voor orgel
- 1993 Pasticcio, kleine astronomische retrospectieve voor orgel

### Werken voor gitaar
- 1990 Taqsim, voor gitaar

### Werken voor slagwerk
- 1988 Pentigram, voor zes slagwerkers

### Filmmuziek
- 2002 Monster på rymmen – Return of the Monster